# گیتار فلامنکو
گیتار فلامنکو (Flamenco guitar) زمانی وارد موسیقی فلامنکو شد که اسپانیایی‌ها فلامنکو را با سازهای دیگری می‌نواختند. پس از آن گیتار به شدت بر این موسیقی تأثیر گذاشت و هم‌اکنون گیتار و موسیقی فلامنکو با هم وابستگی متقابل دارند.

## تاریخچه
موسیقی فلامنکو نوعی موسیقی دستگاهی است که متعلق به منطقهٔ آندلس می‌باشد. البته واضح است که هیچ پدیده فرهنگی-هنری به شکل مطلق مربوط به نقطهٔ خاصی نمی‌باشد. موسیقی فلامنکو و خود گیتار رگه‌هایی از اثرگذاری فرهنگ‌های عربی، یهودی را در خود دارند.
گیتار فلامنکو و گیتار کلاسیک از نظر ساختار دارای یک سری تفاوت‌هایی می‌باشند. در گیتار فلامنکو روی صفحه گیتار (Sound board) معمولاً از جنس چوب صنوبر (spruce) و پشت و کنارهٔ گیتار (Back&Sides) از جنس چوب سرو (cypress) می‌باشد و بر روی رویهٔ صفحهٔ اصلی، تلق نازکی برای جلوگیری از آسیب‌دیدگی صفحه هنگام اجرای تکنیک ضربه با ناخن (Golpe) می‌شود که به آن گلپیدور می‌گویند.

## تفاوت‌های گیتار فلامنکو و گیتار کلاسیک

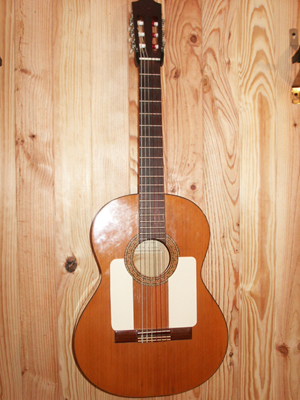
تصویری از یک گیتار فلامنکو.

تفاوت‌های کلی دو گیتار فلامنکو و گیتار کلاسیک را از لحاظ ساختار می‌توان تاحدودی در دسته زیر تقسیم‌بندی کرد، اما در این صفحه اشاره‌ای در مورد تفاوت‌ها در استایل، ترکیب‌بندی، گام و دستگاه‌ها نشده‌است.
- هر دو دارای اجدادی مشترک هستند. اساس ساختار آن‌ها همسان است و هر دوی آن‌ها با ناخن نواخته می‌شوند.
- طریقه نگه داشتن در هنگام نواختن با هم تفاوت دارد. گیتار فلامکنو را معمولا" روی زانوی راست و گیتار کلاسیک را معمولا" روی زانوی چپ گذاشته، می‌نوازند.
- گیتار فلامنکو غالباً کوکی تقریبی دارد که ممکن است با صدای خواننده تنظیم شود. گیتار کلاسیک کوک کاملاً دقیق دارد و هر نت باید به تفکیک، تمیز و روشن باشد.
- چوبهای بکار رفته در گیتار فلامکنو، صفحه رویی معمولا" از چوب صنوبر (spruce)، چوب اطراف و پشت جعبه صدا از جنس سرو آزاد (cypress)، چوب پشت دستهٔ گیتار از سرو، چوب قسمت انگشت‌گذاری از آبنوس. در گیتار کلاسیک چوب بغل و پشت جعبه ساز معمولا" از چوب درخت اقاقیا (rosewood) و صفحه رویی معمولا" از چوب صنوبر (spruce) یا سرو آزاد (Sedar) ساخته میشوند.
- جنس صدا در گیتار فلامنکو تیز تر و نافذتر است.
- ساختار آن‌ها در پُل (Bridge) برجسته‌تر است سیم در گیتار فلامنکو به دهانه ساز و بند فِرِت‌ها (پرده) (Frets) نزدیک‌ترند، پل گیتار کلاسیک بلندتر است، بنابراین سیم‌ها از دهانهٔ و پرده‌ها فاصله دارند.[۱]